# Liste der Weihbischöfe in Freising und München

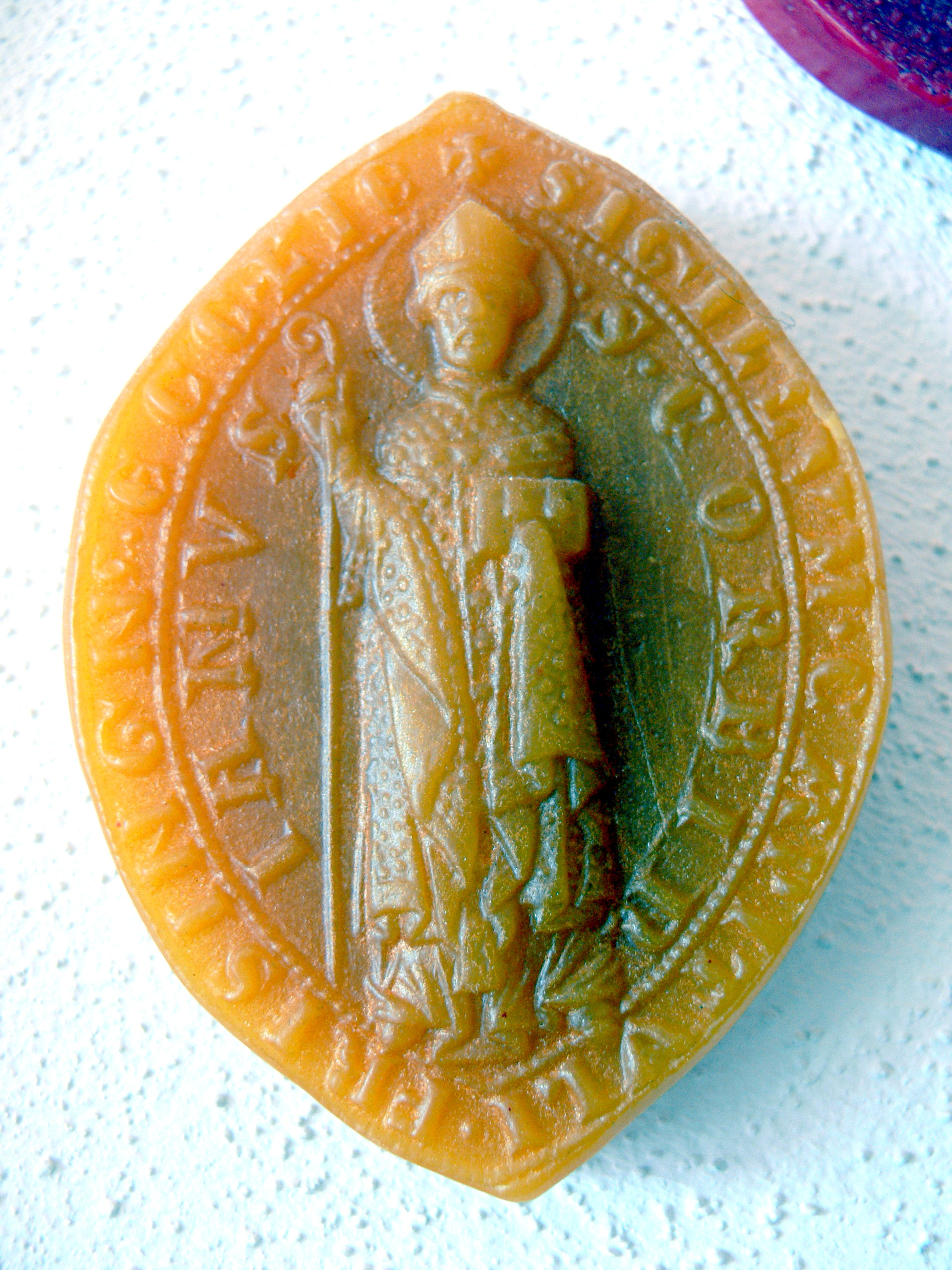
Siegel des Freisinger Domkapitels (1327)

Die folgenden Personen waren als Weihbischöfe im Bistum Freising bzw. ab 1818 Erzbistum München und Freising tätig:
| Nr. | Bischof                                           | von  | bis  | Anmerkung | Darstellung                           | Wappen |
| --- | ------------------------------------------------- | ---- | ---- | --- | ------------------------------------- | ------ |
| 01  | Albertus, OFM                                     | 1415 | 1442 | Titularbischof von Saldae |                                       |        |
| 02  | Johannes Frey, OFM                                | 1457 | 1474 | am 19. August 1457 zum Weihbischof von Freising und zum Titularbischof von Saldae bestellt, † 8. April 1474 |                                       |        |
| 03  | Johannes Berger, OSA                              | 1475 | 1481 | 1454 Ordensprofeß, 1475 zum WB und TB von Belline bestellt, † 26. Mai 1481 |                                       |        |
| 04  | Erasmus Perchinger OFM                            | 1482 | 1483 | am 6. November 1482 zum WB und TB von Saldae bestellt, † 26. September 1483 |                                       |        |
| 05  | Ulrich Pramberger, OFM                            | 1484 | 1494 | am 29. Mai 1484 zum WB und TB von Salona bestellt, † 22. Dezember 1494 |                                       |        |
| 06  | Mathias Schach OCart                              | 1495 | 1515 | am 19. November 1495 zum TB von Saldae bestellt, konsekriert am 4. Juni 1497, † 5. November 1515 |                                       |        |
| 07  | Konrad Mayr                                       | 1517 | 1522 | am 21. Juli 1517 zum TB von Saldae bestellt, † 1522 |                                       |        |
| 08  | Augustin Mair CRSA                                | 1423 | 1427 | * 1485 in Lehr, 1502 Ordensprofeß, 1521 zum Priester geweiht, TB von Salona, WB in Freising, 1527 WB in Basel (Schweiz), 1536 WB in Würzburg, † 5. November 1543 |                                       |        |
| 09  | Peter Stoll OP                                    | 1529 | 1548 | am 15. März 1529 zum WB bestellt, † 9. Januar 1548 |                                       |        |
| 010 | Oswald Fischer oder Oswald Arnsperger             | 1548 | 1568 | 1528 zum Priester geweiht, am 13. Juni 1548 zum WB bestellt, † 1568 |                                       |        |
| 011 | Sebastian Haidlauf                                | 1569 | 1580 | * 5. April 1539 in Meßkirch, am 6. Juni 1569 zum WB bestellt, † 1580 |                                       |        |
| 012 | Bartholomäus Scholl                               | 1581 | 1629 | * 9. September 1550 in Hohenwart am 10. Mai 1581 zum WB bestellt, † 20. Januar 1629 |                                       |        |
| 013 | Johann Fiernhammer                                | 1630 | 1663 | * 22. November 1586 in Freising am 2. April 1611 zum Priester geweiht, am 30. Januar 1630 zum WB bestellt, † 19. Februar 1663 |                                       |        |
| 014 | Johann Kaspar Kühner                              | 1665 | 1685 | am 15. Dezember 1665 zum TB von Centuria bestellt, konsekriert am 19. April 1666, † 28. Juli 1685 |                                       |        |
| 015 | Simon Judas Thaddäus Schmidt                      | 1687 | 1691 | * 8. November in München, am 18. Dezember 1677 zum Priester geweiht, am 10. Mai 1687 zum WB und TB von Trecalae bestellt, konsekriert am 3. August 1687, † 7. Februar 1691 |                                       |        |
| 016 | Johann Sigmund Zeller von und zu Leibersdorf      | 1692 | 1729 | * 16. März 1653 in Aichach, am 4. April 1676 im Bistum Regensburg zum Priester geweiht, am 6. Oktober 1692 zum WB und TB von Belline, bestellt, † 30. Dezember 1729 |                                       |        |
| 017 | Johann Ferdinand Joseph von Boedigkeim            | 1730 | 1756 | * 8. November 1685, am 25. Dezember 1712 zum Priester geweiht, am 22. November 1730 zum WB und TB von Amyclae bestellt, konsekriert am 31. Dezember 1730, † 28. April 1756 |                                       |        |
| 018 | Franz Ignaz Albert von Werdenstein                | 1756 | 1766 | * 3. Oktober 1697 in Dellmensingen, am 21. Dezember 1720 zum Priester geweiht, am 20. September 1756 zum WB und TB von Taenarum bestellt, konsekriert am 21. November 1756, † 20. September 1766 | Franz Ignaz Albert von Werdenstein    |        |
| 019 | Ernest Johann Nepomuk von Herberstein (Herbstein) | 1767 | 1785 | * 20. April 1731 in Wien, am 3. März 1754 zum Priester geweiht, am 16. Februar 1767 zum WB und TB von Eucarpia bestellt, konsekriert am 8. März 1767 † 26. September 1483 | Ernest Johann Nepomuk von Herberstein |        |
| 020 | Johann Nepomuk von Wolf                           | 1788 | 1802 | * 29. März 1743 in Oettingen, am 15. März 1766 zum Priester geweiht, am 15. Dezember 1788 zum WB und TB von Dorylaëum bestellt, am 20. Dezember 1802 WB in Regensburg, am 13. September 1821 Bischof von Regensburg, † 23. August 1829                                                                                    | Johann Nepomuk von Wolf               |        |
| 021 | Franz Ignaz von Streber                           | 1821 | 1841 | * 12. Februar 1758 in Reisbach, am 23. Dezember 1780 zum Priester geweiht, am 24. September 1821 zum WB und TB von Birtha bestellt, konsekriert am 16. Dezember 1821, † 26. April 1841 | Franz Ignaz von Streber               |        |
| 022 | Johann Baptist von Neudecker                      | 1911 | 1926 | * 4. April 1840 in Thalham, am 4. Juni 1864 zum Priester geweiht, am 8. März 1911 zum WB und TB von Helenopolis in Bithynia bestellt, konsekriert am 26. März 1911, † 15. Oktober 1926 |                                       |        |
| 023 | Alois Hartl                                       | 1921 | 1923 | * 1. September 1845 in Nassenhausen, am 29. Juni 1872 zum Priester geweiht, am 13. Juni 1921 zum WB und TB von Germaniciana bestellt, konsekriert am 4. September 1921, † 22. Juli 1923 | Alois Hartl                           |        |
| 024 | Michael Buchberger                                | 1923 | 1927 | * 8. Juni 1874 in Jetzendorf, am 29. Juni 1900 Priester geweiht, am 13. November 1923 zum WB und TB von Athribis ernannt, konsekriert am 20. Januar 1924, am 19. Dezember 1927 Bischof von Regensburg, † 10. Juni 1961 |                                       |        |
| 025 | Johann Baptist Schauer                            | 1928 | 1942 | * 5. Juni 1872 in Lindach, am 28. Oktober 1897 zum Priester geweiht, am 13. Juli 1928 zum WB und TB von Sabadia ernannt, konsekriert am 9. September 1928, † 15. September 1942 |                                       |        |
| 026 | Anton Scharnagl                                   | 1943 | 1955 | * 15. November 1877 in München, am 29. Juni 1901 zum Priester geweiht, am 10. April 1943 zum WB und TB von Zenopolis in Isauria ernannt, konsekriert am 9. Mai 1943, † 19. Januar 1955 | Anton Scharnagl                       |        |
| 027 | Johannes Neuhäusler                               | 1947 | 1973 | * 27. Januar 1888 in Eisenhofen, am 29. Juni 1913 zum Priester geweiht, am 8. Februar 1947 zum WB und TB von Calydon ernannt, konsekriert am 20. April 1947, † 14. Dezember 1973 |                                       |        |
| 028 | Ernst Tewes CO                                    | 1968 | 1984 | * am 4. Dezember 1908 in Essen, am 16. Februar 1934 in Köln zum Priester geweiht, 1939 Eintritt in die Vereinigung der Oratorianer des heiligen Philipp Neri, am 3. Juli 1968 zum WB und zum TB von Villamagna in Proconsulari ernannt, konsekriert am 14. September 1968, emeritiert am 31. Juli 1984, † 16. Januar 1998 |                                       |        |
| 029 | Matthias Defregger                                | 1968 | 1990 | * 18. Februar 1915 in München am 29. Juni 1949 zum Priester geweiht, am 30. Juli 1968 zum WB und TB Vicus Aterii ernannt, konsekriert am 11. September 1968, am 6. April 1990 emeritiert, † 23. Juli 1995 |                                       |        |
| 030 | Heinrich von Soden-Fraunhofen                     | 1972 | 1993 | * 6. November 1920 in Friedrichshafen, am 29. Juni 1951 zum Priester geweiht, am 3. Januar 1972 zum WB und TB von Belali ernannt, Bischofsweihe am 18. März 1972, emeritiert am 13. Juli 1993, † 23. Juli 2000 |                                       |        |
| 031 | Franz Schwarzenböck                               | 1972 | 1998 | * 24. Juli 1923 in Miesbach, am 29. Juni 1951 zum Priester geweiht, am 3. Januar 1972 zum WB und TB von Vageata ernannt, Bischofsweihe am 18. März 1972, emeritiert am 22. Dezember 1998, † 10. Oktober 2010 |                                       |        |
| 032 | Engelbert Siebler                                 | 1986 | 2012 | * 29. Mai 1937 in München, am 29. Juni 1963 zum Priester geweiht, am 27. Februar 1986 zum WB und TB von Tela ernannt, Bischofsweihe am 20. April 1986, emeritiert am 31. Juli 2012, † 11. Oktober 2018 |                                       |        |
| 033 | Bernhard Haßlberger                               | 1994 | 2023 | * 30. Oktober 1946 in Ruhpolding, am 25. Juni 1977 zum Priester geweiht, am 31. Mai 1994 zum WB und TB von Octaba ernannt, Bischofsweihe am 29. Juni 1994, emeritiert am 9. April 2023 |                                       |        |
| 034 | Franz Dietl                                       | 1998 | 2010 | * 20. Mai 1934 Moosburg an der Isar, 1953 Ordensprofess (Herz-Jesu-Missionare), am 23. August 1959 zum Ordenspriester geweiht, am 22. Dezember 1998 zum WB und TB von Sebarga ernannt, Bischofsweihe am 7. Februar 1999, emeritiert am 5. Januar 2010, † 22. März 2024                                                    |                                       |        |
| 035 | Wolfgang Bischof                                  | 2010 |      | * 6. November 1960 in Freising, am 2. Juli 1988 zum Priester geweiht, am 5. Januar 2010 zum WB und TB von Nebbi ernannt, Bischofsweihe am 28. Februar 2010 |                                       |        |
| 036 | Rupert Graf zu Stolberg-Stolberg                  | 2016 |      | * 29. Juli 1970 in Salzburg, am 28. Juni 2003 zum Priester geweiht, am 28. Oktober 2016 zum WB und TB von Sassura ernannt, Bischofsweihe am 10. Dezember 2016 |                                       |        |